# Mazıdağı
Mazıdağı là một huyện thuộc tỉnh Mardin, Thổ Nhĩ Kỳ. Huyện có diện tích 855 km² và dân số thời điểm năm 2007 là 31135 người, mật độ 36 người/km².